# Высокая кровь
«Высокая кровь» — совместный советско-польский кинофильм.

## Сюжет
Пока жокей Филипп находится в больнице, начальство отправляет его породистого коня Фаворита на конезавод…

## В ролях
- Валентинас Масальскис — Грахов
- Борис Невзоров — шофёр Шавров
- Николай Бурляев — жокей Филипп
- Светлана Смирнова — Марина
- Леонид Дьячков — конюх Молчанов
- Юрий Горобец — хозяин
- Ольга Лысенко — хозяйка
- Зигмунт Малянович — Макарыч, конюх

## Съёмочная группа
- Сценаристы: Илья Кашафутдинов, Виктор Туров и Зигмунд Малянович
- Режиссёры: Виктор Туров и Зигмунд Малянович
- Операторы: Богуслав Ламбах и Владимир Спорышков
- Композитор: Бартулис Видмантас
- Монтажёр: Любовь Ревич
- Художники-постановщики: Андржей Борески и Александр Чертович
- Художник по декорациям: Вьеслав Вьеремейжик
- Художник по костюмам: Нинэль Жижель